# Historia Żydów w Kołobrzegu

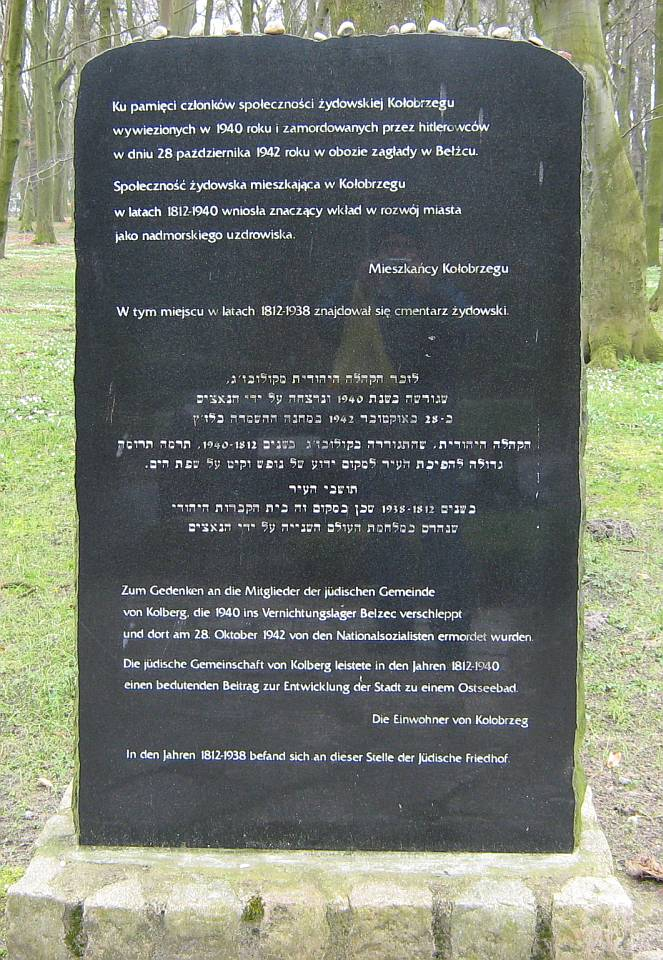
Ku pamięci żydowskich mieszkańców

Historię Żydów w Kołobrzegu należy liczyć od pierwszego osadnictwa w średniowieczu tj. od wzmianki z 1261 aż do 1940 roku, kiedy to większość żydowskich mieszkańców Kołobrzegu deportowano do gett, skąd trafiali do obozów zagłady.
Osadnictwo żydowskie w Kołobrzegu sięga czasów średniowiecznych. Pierwsze wzmianki o obecności wyznawców judaizmu pochodzą z 1261 roku. Pod koniec XV wieku kołobrzescy Żydzi zostali zmuszeni do opuszczenia miasta. Ponowny rozwój osadnictwa żydowskiego przypadł na początek XIX wieku. 
W 1812 roku w Kołobrzegu został założony cmentarz żydowski, następnie w 1845 r. wzniesiono synagogę przy ul. Budowlanej. Liczba żydowskich mieszkańców wzrastała stopniowo i w 1897 roku w mieście żyło już ok. 600 osób pochodzenia żydowskiego. W wyniku I wojny światowej oraz późniejszego kryzysu gospodarczego liczba Żydów uległa zmniejszeniu. W 1933 roku, czyli gdy Hitler doszedł do władzy, gmina żydowska w Kołobrzegu liczyła już tylko ok. 200 członków. W 1938 roku podczas Nocy kryształowej zniszczono synagogę, zdemolowano część żydowskich domów, a wielu Żydów ucierpiało w wyniku napaści. Większość tych, którzy pozostali w mieście aż do wybuchu II wojny światowej, w dniach 11-12 lutego 1940 roku deportowano do gett na Lubelszczyźnie, skąd później trafili do obozów zagłady. 
Dzisiaj o obecności społeczności żydowskiej zaświadcza lapidarium znajdujące się na tzw. starym cmentarzu żydowskim przy ul. Zdrojowej. Tzw. nowy cmentarz żydowski przy ul. Koszalińskiej (zlokalizowany na terenie stacji przesyłowej gazu) nie został w żaden sposób upamiętniony. Na cmentarzu wojennym przy ul. 6 Dywizji Piechoty znajdują się oznaczone groby żołnierzy wyznania mojżeszowego poległych w walkach o miasto w 1945 roku.